# Orchestre de chambre de Zurich
L'Orchestre de chambre de Zurich est un orchestre basé à Zurich, en Suisse.

## Histoire
L'Orchestre de chambre de Zurich a été fondé peu après la Seconde Guerre mondiale par Edmond de Stoutz (1920–1997) qui en a été le directeur pendant plus d'un demi-siècle.
Il est constitué de 22 cordes auxquelles viennent quelquefois s'ajouter 20 autres instruments (cordes, bois, cuivres, harpe, batterie). L'orchestre joue souvent avec des solistes renommées et il est parti plusieurs fois en tournée mondiale. Il a également enregistré plusieurs œuvres.
Chaque année, l'orchestre donne quelque 40 concerts à Zurich, ainsi que dans d'autres villes et à l'étranger.
En 1996, Howard Griffiths (en) a repris la direction de l'Orchestre de chambre de Zurich. Entre 2006 et 2011 son chef était le directeur chinois Muhai Tang. Depuis 2011 son principal chef est Roger Norrington.